# Leopold Dukes
Pour les articles homonymes, voir Dukes.
Leopold Dukes est un historien juif hongrois de la littérature juive du XIXe siècle (Presbourg, le 17 janvier 1810 - Vienne, le 3 août 1891).

## Éléments biographiques
Né à Pozsony (l'actuelle Bratislava), qui fait alors partie de la Hongrie, Leopold Dukes étudie la littérature talmudique dans la yechiva du Hatam Sofer, alors rabbin de Pozsony. Sa passion pour les études bibliques ne rencontrant aucune sympathie dans sa ville natale, il se rend à la yechiva de Wurtzbourg, où il acquiert parallèlement un savoir profane étendu. Retourné à Pozsony après un long séjour à Wurtzburg, il n'apprécie pas les mœurs de ses compatriotes et décide, poussé par sa soif de connaissance, de visiter les principales villes européennes où il y a des bibliothèques contenant des manuscrits hébraïques. Il vivra successivement à Munich, Tübingen, Hanovre, Hambourg, Paris, Leipzig, Oxford, puis passera quelque vingt ans à Londres.
Dukes a vécu une vie solitaire et riche en privations, qui lui ont conféré un caractère original. Son érudition était vaste et précise et ses travaux couvrent tous les champs de l'exégèse : aggadah, grammaire, massorah, histoire de la littérature, éthique et poésie. Il a fait en tous ces domaines nombre de découvertes ingénieuses et importantes, et ses livres sont devenus des compléments indispensables à ceux de Zunz, Rapoport et Krochmal.

## Œuvres
Leopold Dukes est l'auteur des travaux suivants :
- Raschi zum Pentateuch, traduit en allemand (en caractères hébraïques) et expliqué, 5 vols., Prague, 1833-1838
- Ehrensäulen und Denksteine zu einem Künftigen Pantheon Hebräischer Dichter und Dichtungen, Vienne, 1837
- Moses ibn Ezra, Altona, 1839
- Zur Kenntniss der Neuhebräischen Religiösen Poesic, Francfort-sur-le-Main, 1842
- Rabbinische Blumenlese, Leipzig, 1844
- trois contributions à des ouvrages publiés en collaboration avec Heinrich Ewald :
  - Beiträge zur Geschichte der Aeltesten Auslegung und Spracherklärung des A. T.
  - Literatur-Historische Mittheilungen über die Aeltesten Hebräischen Exegeten, Grammatiker, und Lexicographen Stuttgart, 1844 ;
  - Ueber die Arabisch Geschriebenen Werke Jüdischer Sprachgelehrten, Stuttgart, 1844
- Sefer Diḳduḳ, die Grammatischen Schriften des Jehuda Chajjug, Frankfort, 1844
- Ḳonteros ha-Masorah, Tübingen, 1845
- Ḳobeẓ'al Yad, Handschriftliche Inedita über Lexicographic, Esslingen, 1846
- Die Sprache der Mischna, Esslingen, 1846
- Shir 'al Mot etc., élégie composée pour la mort de Meyer Joseph Königsberg, Londres, 1847
- Les Proverbes de Salomon (introduction historique), dans la traduction Cahen de la Bible, Paris, 1851
- Ginze Oxford, extraits de manuscrits, en collaboration avec H. Edelmann, Londres, 1850
- Naḥal Ḳedumim, sur l'histoire de la poésie en hébreu au Moyen Âge, en deux parties, Hanovre, 1858
- Zur Rabbinischen Spruchkunde, Vienne, 1858
- Shire Shelomoh, poèmes en hébreu de Salomon ibn Gabirol, Hanovre, 1858
- Salomo ben Gabirol aus Malaga und die Ethischen Werke Desselben, ib., 1860
- Philosophisches aus dem Zehnten Jahrhundert, Nakel, 1868.